# Asymblepharus sikimmensis
Espèce
Synonymes
- Mocoa sikimmensis Blyth, 1854
- Tiliqua schlegelii Günther, 1860
- Mocoa sacra Stoliczka, 1871

Asymblepharus sikimmensis est une espèce de sauriens de la famille des Scincidae.

## Répartition
Cette espèce se rencontre:
- dans l'est de l'Inde ;
- au Tibet ;
- au Bangladesh ;
- au Népal.

## Publication originale
- Blyth, 1854 "1853" : Notices and descriptions of various reptiles, new or little-known. Journal of the Asiatic Society of Bengal, vol. 22, p. 639–655 (texte intégral).